# Петрчане
Петрчане је насељено место у саставу града Задра у Задарској жупанији, Република Хрватска.

## Историја
До територијалне реорганизације у Хрватској налазило се у саставу старе општине Задар.

## Становништво
На попису становништва 2011. године, Петрчане је имало 601 становника.

## Попис1991.
На попису становништва 1991. године, насељено место Петрчане је имало 575 становника, следећег националног састава:
| Попис 1991.‍  | Попис 1991.‍  | Попис 1991.‍ | Попис 1991.‍ | Попис 1991.‍ |
| ------------ | ------------ | ----------- | ----------- | ----------- |
|              |              |             |             |             |
| Хрвати       | Хрвати       |             | 537         | 93,39%      |
| Југословени  | Југословени  |             | 7           | 1,21%       |
| Срби         | Срби         |             | 3           | 0,52%       |
| Словенци     | Словенци     |             | 2           | 0,34%       |
| Црногорци    | Црногорци    |             | 1           | 0,17%       |
| остали       | остали       |             | 1           | 0,17%       |
| неопредељени | неопредељени |             | 13          | 2,26%       |
| непознато    | непознато    |             | 11          | 1,91%       |
| укупно: 575  |              |             |             |             |